# IEC 62471
IEC 62471 és una normativa internacional (creada per l'IEC) de seguretat fotobiològica de sistemes o dispositius que emeten radiació lluminosa. S'entén seguretat fotobiològica com la part de la seguretat que afecten a la vista i a la pell. Cal evitar condicions que portin a estats potencialment perillosos. La darrera versió de la norma es pot esbrinar aquí.

## Característiques de la norma
- La norma IEC 62471 defineix els límits d'exposició, tècniques de mesura de referència i esquemes de classificació per a l'avaluació i control dels riscos fotobiològics de totes les fonts de radiació òptica de tipus incoherent i de gran amplada de banda.[2]
- Inclou els dispositius Led però no així els làser.
- Les longituds d'ona van de 200 nm a 3000 nm.

## Riscos de la radiació segons la norma
| Risc               | Longitud d'ona | Problemes a al Vista      | Problemes a la Pell |
| ------------------ | -------------- | ------------------------- | ------------------- |
| Llum ultaviolada   | 200-400 nm     | Conjuntivitis, cataractes | Elastosi            |
| Raig UVA           | 315-400 nm     | Cataractes                | -                   |
| Llum blava retinal | 300-700 nm     | Retinitis                 | -                   |
| Llum termal        | 380-1400 nm    | Retina cremada            | -                   |
| Llum infrarroja    | 780-3000 nm    | Còrnia cremada            | -                   |
| Llum tèrmica       | 380-3000       | -                         | Pell cremada        |

## Classificació de riscos segons la norma
| Grup de risc          | Descripció                                             |
| --------------------- | ------------------------------------------------------ |
| Exempte               | Sense cap perill fotobiològic                          |
| Grup 1 (baix risc)    | Sense perill fotobiològic en condicions normals        |
| Grup 2 (risc moderat) | No hi ha perill si no hi ha exposició directa          |
| Grup 3 (alt risc)     | Perill fotobiològic fins i tot en exposició momentània |